# Остфлюхт
Остфлюхт (нім. Ostflucht — букв. «втеча зі Сходу») — демографічний феномен у другій половині XIX — початку XX століття, що виражався в інтенсивній еміграції жителів східних територій Німеччини (Східна Пруссія, Західна Пруссія, Сілезія і Позен (Познань)) в більш індустріалізовані західні німецькі області, в першу чергу в Рейн-Рур, а також в країни Нового Світу, передусім США. Незважаючи на те, що спочатку більшу частину емігрантів складали поляки — в основній своїй масі чорнороби вугільних шахт та їх сім'ї — поступово зі Східної Німеччини почали виїжджати, причому в ще більш значних масштабах, і етнічні німці, а також євреї. Відтік німецького населення мав важливі політичні наслідки для регіону, оскільки дозволив польській етнічній складовій населення чинити опір германізації, незважаючи на протидію німецької бюрократичної машини.

## Історія
Процес еміграції розпочався після 1850 року, коли економічний розрив між Рейнським басейном і східними околицями почав збільшуватися. Паралельно почався і урбанізації, процес масового переселення селян у міста. Враховуючи більш високу ступінь урбанізації Прирейнскої Німеччини, обидва процесу хронологічно збіглися. По мірі насичення заходу країни дешевими трудовими ресурсами зі сходу почалася еміграція в Новий Світ.
Першими переселенцями в 1850-х роках стали так звані чорнороби рурські поляки, які переселялись з околиць Познані в Рурський басейн. Ця еміграція заохочувалася німецькими властями, оскільки допомагала одночасно асимілювати поляків у німецькому Рурі з одного боку, а з іншого призводила до послаблення польського елементу в Познанському прикордонні. При цьому частина мігрантів західного вектора рано чи пізно направлялася в США, які до 1893 року надавали землю будь-яким білим поселенцям за рахунок згону та/або знищення індіанських племен.
Рурська область процвітала, вимагаючи робочої сили у вугільній промисловості та галузях важкої промисловості. Між 1850 і 1907 роками східні області Німеччини (Померанія, Західна Пруссія, Східна Пруссія, Познань та Сілезія) залишили 2 300 000 людей, а прибули тільки 358 000, таким чином негативне сальдо міграції склало 1 942 000. Берлін і Бранденбург в цей час отримали 1 200 000 іммігрантів, а Рурська область і навколишні регіони (Вестфалія і Пфальц) отримали 640 000 осіб. Втрата робочої сили змушувала польських і німецьких землевласників заповнювати нестачу за рахунок залучення більш низькооплачуваних польських і українських емігрантів. Частина поденників осідала в місцях заробітків на напівлегальній основі. Весь комплекс факторів породив проблему «повзучої слов'янської імміграції», при якій слов'яни поступово заміняли німців.
Особливо тривожна ситуація почала складатися в Сілезії, де побутові тертя між поляками і німцями посилилися. Зменшення числа німців і більш висока народжуваність сільських поляків-католиків викликало крайнє занепокоєння серед німецької адміністрації і особливо серед німецьких націоналістів. Для боротьби з Остфлюхтом були запропоновані спеціальні заходи в рамках політики «Натиск на Схід»:
- обмеження або заборона на продаж землі полякам;
- заохочення німецької імміграції на схід з допомогою полегшення податкового тягаря;
- створення «Комісії врегулювання», що фінансується державою, яка купувала землі поляків і передавала їх німцям.
- введення правил архітектурного зонування, вимагали, щоб поляки отримували дозвіл на будівництво нового будинку на придбаній землі (дивись статтю Джимала, Міхал).

## Дослідження
Багато німецьких вчених, наприклад, відомий соціолог Макс Вебер, отримали популярність в Німеччині завдяки вивченню феномена Остфлюхта і методів боротьби з ним. 